# Forschungszentrum Erdsystemwissenschaften
Das Forschungszentrum Erdsystemwissenschaften an der Johannes Gutenberg-Universität Mainz wurde 2008 gegründet und bündelt die Forschungsinteressen der Universität mit denen des Max-Planck-Instituts für Chemie mit den Abteilungen Biogeochemie, Geochemie, Chemie der Atmosphäre sowie Partikelchemie, des Römisch-Germanischen Zentralmuseums Mainz und der Fachhochschule Mainz mit dem Institut für Raumbezogene Informations- und Messtechnik. Dieser Kooperationsverband ist aus dem im Juli 2005 vom Land Rheinland-Pfalz im Rahmen des Landeswettbewerbs "Wissen Schafft Zukunft" etablierten Exzellenzcluster „Geocycles – Zeit und Raum in den Erdwissenschaften“ hervorgegangen. 
Verbundprojekte sind: Riftlink, das ELSA Kernarchiv (Archiv für Sedimentbohrkerne mit Dünnschliffpräparaten aus Eifelmaaren) sowie das vom Bundesministerium für Bildung und Forschung geförderte DEKLIM (Deutsches Klimaforschungsprogramm).
Sprecher des interdisziplinären Forschungszentrums war bis 2013 Stephen Francis Foley vom Institut für Geowissenschaften der Johannes Gutenberg-Universität Mainz, Abteilung Petrologie, sein Stellvertreter der Prähistorische Archäologe Markus Egg, Direktor der Abteilung Vorgeschichte des Römisch-Germanischen Zentralmuseums Mainz. 
Publikationen des Forschungszentrums wurden in den Fachzeitschriften Atmospheric Chemistry and Physics, Biotropica, Chemical Geology, Dendrochronologia, Earth and Planetary Science Letters, Earth-Science Reviews, Forest Ecology & Management, Geostandards and Geoanalytical Research, Global Ecology and Biogeography, Homo. Journal of Comparative Human Biology, International Journal of Earth Sciences, Journal of Animal Ecology, Journal of Biogeography, Journal of Geology, Journal of Petrology, Journal of Molluscan Studies, Journal of Structural Geology, Lithos, Soil Biology & Biochemistry publiziert. 
Inzwischen ist das Zentrum nicht mehr sichtbar aktiv. 

## Konzeption
Die vier Leitthemen des interdisziplinären Forschungsverbundes sind: 
- Modernes Klima
- Kultur und Gesellschaft
- Prozesse der festen Erde

sowie
- Paläoklima

Im Mittelpunkt des interdisziplinären Forschungsinteresses liegen Erdprozesse, die die Geosphäre, Atmosphäre und Biosphäre betreffen und zum Klimawandel beitragen und damit eng verbundene Umweltveränderungen durch menschliche Eingriffe. Bei der Lösung hochkomplexer Fragen arbeiten in dem Forschungsverbund traditionelle Naturwissenschaftler mit Geisteswissenschaftlern und Kulturwissenschaftlern zusammen. Dabei werden so unterschiedliche Disziplinen wie Archäologie, Anthropologie, Biologie, Soziologie und Molekularbiologie mit den klassischen naturwissenschaftlichen Disziplinen der Erdwissenschaften wie Geologie, Geographie, Meteorologie, Mineralogie und Paläontologie integriert. Das Forschungszentrum hat sich zum Ziel gesetzt, „das Verständnis von Erdprozessen und deren Wechselwirkungen mit Kulturen sowohl in der Wissenschaft als auch in der Gesellschaft zu verbessern und einen Beitrag zur Erklärung dieser komplex verflochtenen Themen zu leisten … Langfristige Ziele sind die Konsolidierung von Instrumenten in einem ‚Central Science Laboratory‘ (Naturwissenschaftliches Zentrallabor) sowie die Implementierung eines ‚Earth System Campus‘ mit Graduiertenstipendien, Juniorprofessuren, einer International Summer School und einer internationalen Tagung ‚Earth System Processes‘, um eines der weltweit führenden Zentren für Erdsystemwissenschaften räumlich zusammenzubringen“, so das Forschungszentrum in seiner Selbstdarstellung.
In Zukunft sind ferner die Eröffnung neuer Forschungsrichtungen geplant, insbesondere auf den Gebieten 
Paläoklima, Biodiversität und Numerische Modellierung.
Das Forschungszentrum führt regelmäßig eigene Vortragsreihen in den angeschlossenen Forschungsinstituten durch.